# Віллістон-Парк (Нью-Йорк)
Віллістон-Парк (англ. Williston Park) — селище (англ. village) в США, в окрузі Нассау штату Нью-Йорк. Населення — 7591 особа (2020).

## Географія
Віллістон-Парк розташований за координатами 40°45′32″ пн. ш. 73°38′48″ зх. д. / 40.75889° пн. ш. 73.64667° зх. д. (40.758751, -73.646584).  За даними Бюро перепису населення США в 2010 році селище мало площу 1,62 км², уся площа — суходіл.

## Демографія
Згідно з переписом 2010 року, у селищі мешкало 7287 осіб у 2668 домогосподарствах у складі 1966 родин. Густота населення становила 4498 осіб/км².  Було 2743 помешкання (1693/км²).
Расовий склад населення:
| - 84,2 % — білих - 11,8 % — азіатів - 0,9 % — чорних або афроамериканців - 0,1 % — корінних американців - 1,4 % — осіб інших рас |

До двох чи більше рас належало 1,7 %. Частка іспаномовних становила 6,1 % від усіх жителів.
За віковим діапазоном населення розподілялося таким чином: 22,4 % — особи молодші 18 років, 61,2 % — особи у віці 18—64 років, 16,4 % — особи у віці 65 років та старші. Медіана віку мешканця становила 42,9 року. На 100 осіб жіночої статі у селищі припадало 92,4 чоловіків;  на 100 жінок у віці від 18 років та старших — 89,1 чоловіків також старших 18 років.
Середній дохід на одне домашнє господарство  становив 114 788 доларів США (медіана — 101 105), а середній дохід на одну сім'ю — 125 506 доларів (медіана — 109 779). Медіана доходів становила 78 990 доларів для чоловіків та 54 048 доларів для жінок. За межею бідності перебувало 3,9 % осіб, у тому числі 7,8 % дітей у віці до 18 років та 1,5 % осіб у віці 65 років та старших.
Цивільне працевлаштоване населення становило 3628 осіб. Основні галузі зайнятості: освіта, охорона здоров'я та соціальна допомога — 24,9 %, науковці, спеціалісти, менеджери — 13,9 %, фінанси, страхування та нерухомість — 10,1 %, роздрібна торгівля — 9,5 %.